# Британска академия за филмово и телевизионно изкуство
Британската академия за филмово и телевизионно изкуство (на английски: British Academy of Film and Television Arts, съкратено BAFTA) е британска организация, която е домакин на годишни награди за филми, телевизия, детски филми и телевизия и интерактивна медия.

## История
BAFTA е основана през 1947 г. като Британска филмова академия от Дейвид Лийн, Александър Корда, Карол Рийд, Чарлз Лоутън, Роджър Манвел и други. През 1958 г. академията се слива с Гилдията на телевизионните продуценти и режисьори като формират Дружество за филми и телевизия, което през 1976 г. се превръща в Британска академия за филмово и телевизионно изкуство.
Главният офис на BAFTA се намира на улица Пикадили в Лондон, но организацията има също така клонове в Северна Англия, Шотландия, Уелс, Ню Йорк и Лос Анджелис.
Статуетките на Академията са във формата на театрална маска, изготвена по дизайн на американския скулптор Митци Кънлиф (Mitzi Cunliffe).
От 1989 г. клонът в Лос Анджелис, BAFTA/LA, организира своя собствена церемония по награждаване, наречена Награди Британия (Britannia Awards).